# Cucurbitaria cytisi
Cucurbitaria cytisi är en svampart som tillhör divisionen sporsäcksvampar, och som beskrevs av Mirza. Cucurbitaria cytisi ingår i släktet Cucurbitaria, och familjen Cucurbitariaceae. Arten är reproducerande i Sverige.